# Ladislav Rygl (sciatore 1976)
Ladislav Rygl (Vrchlabí, 15 maggio 1976) è un ex combinatista nordico ceco.
A volte è indicato come Ladislav Rygl junior per distinguerlo dall'omonimo padre, a sua volta combinatista nordico di alto livello.

## Biografia
Ladislav Rygl ottiene il suo primo risultato di rilievo in Coppa del Mondo il 4 febbraio 1995 sulle nevi austriache di Seefeld in Tirol, giungendo 15º in una gara individuale. L'11 marzo 1999 a Falun in Svezia conquista il suo primo successo individuale in una gara sprint. Nello stesso anno conclude terzo nella classifica generale di Coppa del Mondo.
Nella stagione seguente sale altre due volte sul gradino più alto del podio, vincendo due individuali Gundersen: la prima a Steamboat Springs, negli Stati Uniti; la seconda a Liberec, in Repubblica Ceca: con questi ed altri piazzamenti riesce nuovamente a piazzarsi terzo nella generale di Coppa del Mondo.
Si congeda dall'attività agonistica il 21 febbraio 2006 a Pragelato, in Italia.

## Palmarès

### Coppa del Mondo
- Miglior piazzamento in classifica generale: 3º nel 1999 e nel 2000
- 8 podi:
  - 3 vittorie  (2 nell'individuale, 1 in gara sprint)
  - 2 secondi posti
  - 3 terzi posti

#### Coppa del Mondo - vittorie
| Data             | Località          | Nazione     | Trampolino    | Spec.        |
| ---------------- | ----------------- | ----------- | ------------- | ------------ |
| 11 marzo 1999    | Falun             | Svezia      | Lugnet K90    | SP NH/7,5 km |
| 19 dicembre 1999 | Steamboat Springs | Stati Uniti | Howelsen K114 | IN LH/15 km  |
| 21 gennaio 2000  | Liberec           | Rep. Ceca   | Ještěd K120   | IN LH/15 km  |

Legenda:

IN = individuale Gundersen

SP = sprint

NH = trampolino normale

LH = trampolino lungo